# Massimo Mauro
Massimo Mauro (né le 24 mai 1962 à Catanzaro dans la province du même nom en Italie) est un ancien joueur et désormais dirigeant de football, commentateur et homme politique italien.
Son frère Gregorio, fut également footballeur et entraîneur.

## Biographie

### Carrière footballistique

#### Joueur
Il a fait ses débuts en Serie A (D1 italienne) avec son club formateur, également le club de la ville qui l'a vu grandir, l'Unione Sportiva Catanzaro, le 27 avril 1980 (lors d'un Catanzaro - Milan, pour une défaite 0-3). 
Il partit ensuite rejoindre le club de l'Udinese Calcio, de la Juventus Football Club (de 1985 à 1989) et au SSC Napoli, jouant respectivement sur le flanc de Zico, Platini et Maradona.
Fort de son expérience, il écrivit ensuite plus tard avec Luca Argentieri un livre autobiographique intitulé Ho giocato con tre geni (« j'ai joué avec trois génies »).
Avec l'équipe d'Italie espoirs (olympique), il a participé aux Jeux olympiques de 1988 à Séoul.

#### Dirigeant
Entre octobre 1997 et juillet 1999, il est connu pour avoir occupé le poste de président du club de football ligure du Genoa Cricket and Football Club.

### Carrière dans la télévision
Depuis 2005, il est commentateur sportif pour la chaîne de télévision italienne du satellite SKY Italia.

### Carrière politique
En 1996, il est élu représentant de la Calabre à la chambre des députés pour l'Olivier, puis fut inscrit dans le groupe des démocrates de gauche, en 2001. 
En mai 2006, il fut candidat à l'élection communale de Turin dans les listes de l'Olivier et fut finalement élu conseiller communal.
Aux élections européennes du 6 et 7 juin 2009, il soutient le PD (Partito Democratico) de Roberto Placido, après son expérience avec l'Olivier.

## Palmarès
| Juventus - Championnat d'Italie (1) : - Champion : 1985-86. - Coupe intercontinentale (1) : - Vainqueur : 1985. |  | SSC Naples - Championnat d'Italie (1) : - Champion : 1989-90. - Supercoupe d'Italie (1) : - Vainqueur : 1990. |